# Oidooon
Oidooon（オイドーン）は、東京都港区に本社を置くテレビ番組などの企画制作を行う番組制作会社。また、DVDの企画制作、人材派遣、タレント・コンパニオン、出版、広告印刷の企画制作などの事業を展開する制作プロダクション。
商号は、オイドーン株式会社。

## 概要
2002年、当時IVSテレビ制作（ザ!鉄腕DASH!!）のディレクターだった木戸隆文が独立しフリーランスで活動。
2002年、「第7回フジテレビバラエティプランナー大賞」優秀賞受賞（木戸隆文個人名義）
2005年東京都に「(有)United of Creators」を設立。
2007年に組織変更。
主にバラエティ番組の制作や、お笑いライブ・DVDなどの企画製作を行う。
「Oidooon（オイドーン）株式会社」を設立
2015年4月～、福岡及び九州地方の番組制作も始めた。

## 主な制作・スタッフ協力番組

### 現在放映中の番組番組
TBS系列
- ナイナイのお見合い大作戦!!シリーズ
- momm!!
- 珍種目No1は誰だ？ピラミッド・ダービー
- 落語研究会
- 万年B組ヒムケン先生
- アッコにおまかせ

- 中居正広の金曜日のスマイルたちへ
- ウンナン極限ネタバトル! ザ・イロモネア 笑わせたら100万円
- サンデージャポン
- お笑いDynamite!

朝日放送・テレビ朝日系列
- 世界の村で発見！こんなところに日本人！
- いきなり!黄金伝説。

日本テレビ系列
- 有吉ゼミ

テレビ東京系列
- 土曜スペシャル（道の駅駅伝・離島ぐるり旅・グルメ四天王が行く）
- にっぽん！いい旅
- モヤモヤさまあーず
- 今夜もドル箱
- グッドマザー（BS-Japan）

テレビ西日本
- ももち浜ストア（朝・夕方版）
- 土曜ニュースファイルCUBE

### 過去に放送された番組
- ザ!鉄腕!DASH!!
- 特命リサーチ200X
- ロンブー龍
- 勇者のスタジアム・プロ野球好珍プレー
- ザ・ミラクルマスター
- 冒険!CHEERS!!
- 笑いの祭典 ゴールドステージ!!
- 中井正広のブラックバラエティ

TBS系列
- うたばん
- ディスカバ!99
- ぶっちゃけ!99
- 恋するハニカミ!
- 島田検定!! 国民的潜在能力テスト
- アスリート応援TV! ニッポン!チャ×3
- ドリーム・プレス社
  - ザ・ドリーム・プレッシャー
- 21世紀エジソン
- アカデミーナイト
- サカスさん
- キズナ食堂
- エンタの味方!
- ナンバー2 栄光無き天才達の物語
- クイズタイムリミット
- お茶の水ハカセ
- 演技人

テレビ朝日系列
- 美味紳助
- 笑いの金メダル（朝日放送/ABCテレビ）
- ネプ通信
- もしものシミュレーションバラエティー お試しかっ!
- 世界の村で発見!こんなところに日本人（ABCテレビ）

テレビ東京系列
- 解決!クスリになるテレビ
- たけしの誰でもピカソ
- タレコミ
- 奥さまは外国人
- 感涙!時空タイムス
- 10days
- 逆流リサーチ大賞
- ザ・逆流リサーチャーズ
- 逆流!シラベルトラベル
- ギルガメッシュLIGHT